# Malkwitz (Malente)
Malkwitz (frühere Bezeichnungen Malkevis, Malgvis, Malekevitz) ist eine Dorfschaft in der Holsteinischen Schweiz und Ortsteil der Gemeinde Malente im Kreis Ostholstein in Schleswig-Holstein.

## Lage
Das Dorf Malkwitz liegt nordöstlich vom Hauptort Malente etwa zwei Kilometer vom nördlichen Ufer des Kellersees entfernt.

## Geschichte
Malkwitz wurde 1215 als bischöflicher Besitz des Bistums Lübeck urkundlich genannt. Bis ins 18. Jahrhundert wurden Hofdienste für das Gut  Rothensande geleistet.
Ab 1776 zahlte die Dorfschaft jährlich eine Abgabe, um die Hofdienste abzulösen.
Im Jahr 1931 gründete sich der Sportverein Malkwitz. Wegen des Zweiten Weltkriegs stellte er 1939 seine Aktivitäten ein.
Im Zweiten Weltkrieg kamen 20 Malkwitzer ums Leben.
1946 wurde der Sportverein Grün-Weiß Malkwitz gegründet, der vor allem im Großfeldhandball und im Turnen erfolgreich war. Er ging 1968 zusammen mit dem SV Sieversdorf-Neukirchen im TSV Dörfergemeinschaft „Holsteinische Schweiz“ auf.
Von 2008 bis 2018 war Norbert Neu Dorfvorsteher.
2015 feierte die Dorfschaft das 800-jährige Bestehen. Zu diesem Anlass wurde im Ort ein Gedenkstein aus rotem Granit aufgestellt.

## Politik
Dorfvorsteher von Malkwitz ist Holger Schöning.

## Kultur und Sehenswürdigkeiten

### Bauwerke

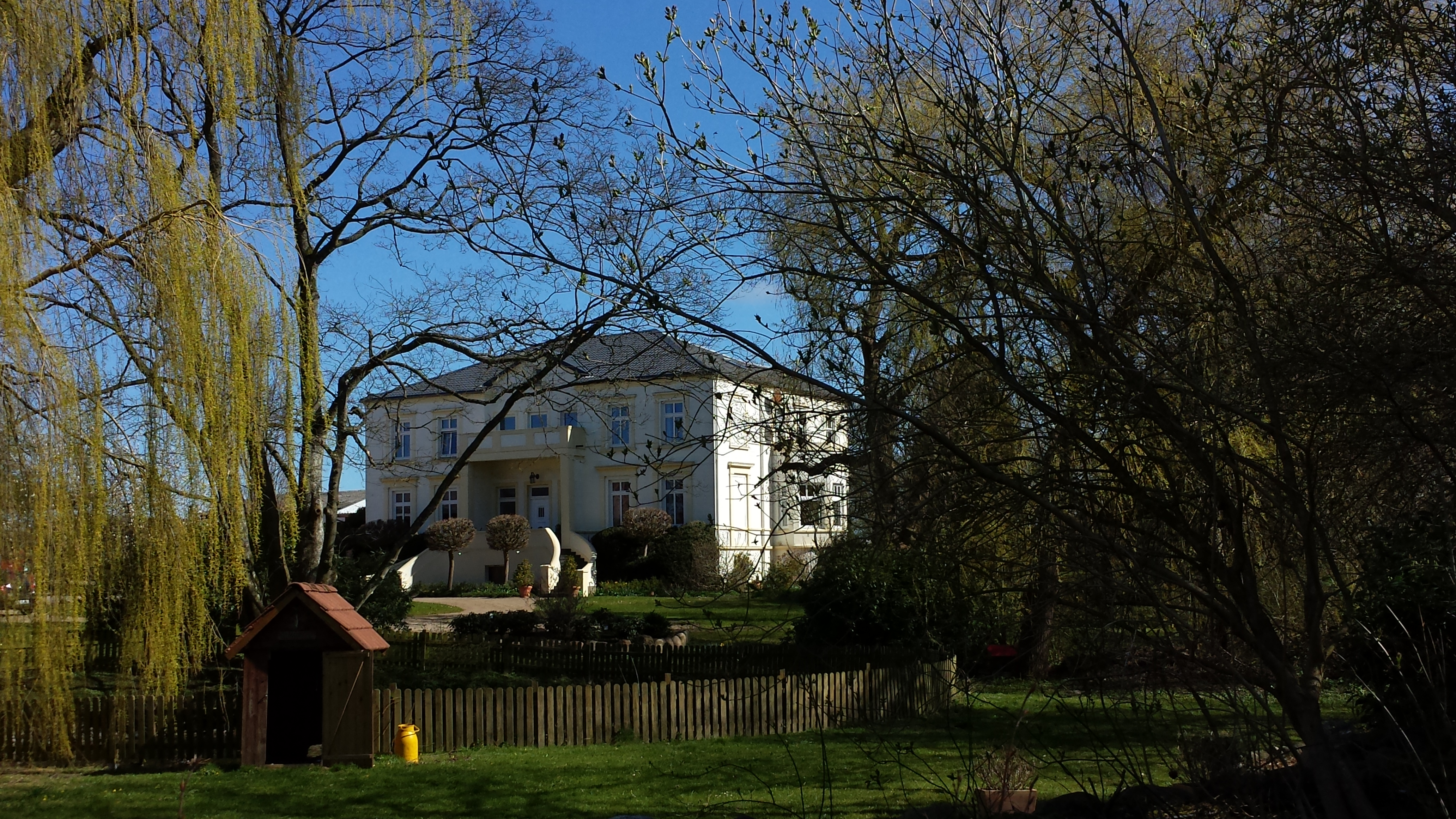
Wohnhaus des Ingenhofs

- Wohnhaus des Ingenhofs (von 1868 / klassizistischer Stil)

### Vereine
- Verschönerungsverein von Malkwitz (gegründet 1967)[9]

## Wirtschaft und Infrastruktur

### Wirtschaftsstruktur
Die Wirtschaft im Gemeindegebiet ist seit Alters her von der Urproduktion der Landwirtschaft geprägt.
Im Bereich des Ortes wird auf drei Hektar landwirtschaftlicher Nutzfläche Weinbau betrieben.

### Verkehr
Die Ortschaft liegt an der Kreisstraße 1. Diese zweigt im Nachbarort Sieversdorf nach Osten von der schleswig-holsteinischen Landesstraße 55 ab und führt in Nord-Süd-Richtung durch die Dorfschaft und weiter zur Landesstraße 163 in Nüchel.